# Medalla de la Orden al Mérito de la Patria
La Medalla de la Orden al Mérito de la Patria (en ruso: Медаль ордена «За заслуги перед Отечеством») es una condecoración estatal de la Federación de Rusia. Fue establecida por Decreto del Presidente de la Federación de Rusia N.º 442 del 2 de marzo de 1994. Los criterios de concesión fueron modificados el 6 de enero de 1999 por el Decreto Presidencial n.º 19 y nuevamente el 7 de septiembre de 2010 por el Decreto Presidencial n.º 1099. La medalla de la Orden se divide en dos clases, la primera y la segunda, se divide además en civil y una división militar, la medalla de la división militar se otorga «con espadas» y sus criterios difieren de los de la división civil.

## Estatuto
La Medalla de la Orden al Mérito de la Patria se otorga a los ciudadanos de la Federación de Rusia porː
1. Méritos y distinciones en diversas industrias, construcción, ciencia, educación, salud, cultura, transporte y otras áreas de la actividad laboral;
2. Una gran contribución a la defensa de la Patria, el éxito en el mantenimiento de una alta preparación para el combate de la administración militar central, asociaciones, formaciones, unidades militares y organizaciones que forman parte de los tipos y tipos de tropas de las Fuerzas Armadas de la Federación Rusa;
3. Ayudar a fortalecer la ley y el orden, garantizar la seguridad del estado y otros servicios al estado.

La medalla tiene dos grados:
- Medalla de la Orden al Mérito de la Patria de 1.er grado
- Medalla de la Orden al Mérito de la Patria de 2.do grado.

El grado más alto de la medalla es el 1.er grado. La entrega de la medalla se realiza secuencialmente, desde el grado más bajo hasta el más alto. Los militares por distinción en operaciones de combate reciben una medalla con espadas y puede otorgarse a título póstumo.
La medalla se lleva en el lado izquierdo del pecho y, en presencia de otras órdenes o medallas de la Federación de Rusia, se coloca inmediatamente después de la insignia de la Cruz de San Jorge. Si el destinatario tiene una medalla de 1.er grado, la medalla de 2.do grado no se usa, a excepción de las medallas con espadas. Para ocasiones especiales y posible uso diario, se prevé usar una copia en miniatura de la medalla, que se coloca después de la copia en miniatura de la insignia de la Cruz de San Jorge.

## Descripción
Es una medalla de plata dorada circular, la medalla de primera clase está bañada en oro, de 32 milímetros de diámetro con bordes elevados tanto en el anverso como en el reverso.
En el anverso de la medalla lleva una semejanza de la Orden, un águila bicéfala coronada sobre una cruz patada de esmalte rojo. En el reverso alrededor de la circunferencia, se puede observar el lema: «Beneficio, Honor y Gloria» (en ruso, «ПОЛЬЗА, ЧЕСТЬ И СЛАВА»). En el centro está grabado el año de establecimiento de la medalla «1994» y en la parte inferior hay una imagen en relieve de ramas de laurel y el número de serie de la medalla. En el caso de la división militar, las espadas se agregan entre el anillo de suspensión de la medalla y el bloque pentagonal.
La medalla está conectada con un ojal y un anillo a un bloque pentagonal cubierto con una cinta de muaré de seda roja. El ancho de la cinta es de 24 mm.
| 1.er Grado Civil | 2.do Grado Civil | 1.er Grado Militar | 2.do Grado Militar |
| ---------------- | ---------------- | ------------------ | ------------------ |
|                  |                  |                    |                    |
| Cintas           |                  |                    |                    |
|                  |                  |                    |                    |